# Chow Mei Kuan
Chow Mei Kuan (* 23. Dezember 1994 in Kuala Lumpur) ist eine malaysische Badmintonspielerin.

## Karriere
Chow Mei Kuan gewann bei der Badminton-Juniorenweltmeisterschaft 2011 Gold mit dem Team und Bronze im Damendoppel, bei der Junioren-Badmintonasienmeisterschaft 2011 wurde sie Zweite im Mixed. Ebenfalls 2011 war sie in zwei Disziplinen bei den Commonwealth Youth Games 2011 erfolgreich. Ein Jahr später gewann sie zweimal Bronze bei der Junioren-Badmintonasienmeisterschaft 2012. 2012 startete sie bei der Singapur Super Series und der Malaysia Super Series. Beim Smiling Fish 2011 wurde sie ebenso Dritte wie bei den Singapur International 2011. Zweite wurde sie beim Smiling Fish 2012, den French International 2012 und den Finnish International 2012.
2013 gewann sie Bronze im Damendoppel bei der Sommer-Universiade. Sie gewann 2018 Gold bei den Commonwealth Games im Damendoppel. Sie holte 2019 Bronze im Damendoppel bei den Südostasienspielen.